# Dorcacerus barbatus
Dorcacerus barbatus là một loài bọ cánh cứng trong họ Cerambycidae.